# 沙泰勒蒙塔涅
沙泰勒蒙塔涅（法語：Châtel-Montagne，法語發音：[ʃatɛl mɔ̃taɲ]）是法国阿列省的一个市镇，位于该省东南部，属于维希区。

## 地理
沙泰勒蒙塔涅（46°6'48"N, 3°40'58"E）面积36.81 平方千米，位于法国奥弗涅-罗讷-阿尔卑斯大区阿列省，该省份为法国中部省份，北起涅夫勒省、西北接谢尔省，西南至克勒兹省，南至多姆山省，东南临卢瓦尔省，东临索恩-卢瓦尔省。
与沙泰勒蒙塔涅接壤的市镇（或旧市镇、城区）包括：阿尔弗耶、勒布勒伊、伊塞尔庞、勒马耶德蒙塔涅、尼兹罗勒、圣克莱芒、圣尼科拉代比耶夫。

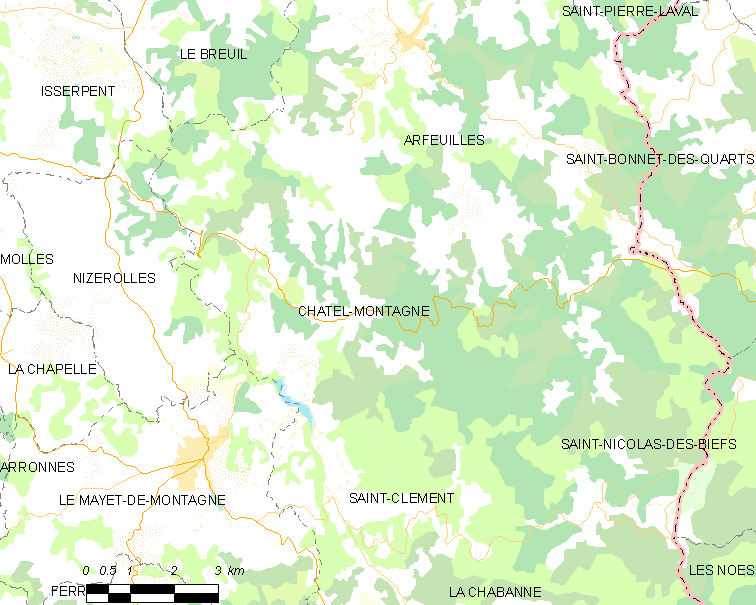
沙泰勒蒙塔涅的OSM定位图

沙泰勒蒙塔涅的时区为UTC+01:00、UTC+02:00（夏令时）。

## 行政
沙泰勒蒙塔涅的邮政编码为03250，INSEE市镇编码为03066。

## 政治
沙泰勒蒙塔涅所属的省级选区为拉帕利斯县。

## 人口

1962-2008年间沙泰勒蒙塔涅人口变化图示

沙泰勒蒙塔涅于2022年1月1日时的人口数量为321人。